# 鎌倉幕府の高麗遠征計画
鎌倉幕府の高麗遠征計画（かまくらばくふのこうらいえんせいけいかく）とは、文永の役以後に元軍の根拠地と考えられた高麗に遠征を行って日本侵攻の拠点を制圧しようとした構想のことである。
文永の役で元軍を撃退したものの、鎌倉幕府では再度の侵攻を予想して、元軍が行動を起こす前に日本侵攻軍が拠点とするであろう高麗を先に制圧することで遠征を阻止しようとする構想が浮上した。
1275年（建治元年）11月に金沢実政が異国征伐のために鎮西（九州）に下向したとされ、翌月には安芸国の守護である武田信時に異国征伐に関する関東御教書が出され、明年3月を目途に異国征伐を行うこと、鎮西で水手が不足した場合には山陰・山陽・南海各道から調達するため、御家人・本所（公家領・寺社領）を問わずに水手を募って博多への派遣準備を進めるようにという内容であった（建治元年（1275年）執権北条時宗・連署北条義政関東御教書案「東寺百合文書」京都府立総合資料館所蔵）。だが、この時は本来鎌倉幕府の支配が及ばない筈の本所にも動員がかけられたことに対する抵抗の動きや同時に行われていた博多湾での石塁構築との二重負担の問題があり、実施されることなく終わった。
その後、弘安の役が発生し、1281年（弘安4年）8月には再度高麗遠征論が唱えられ、九州の有力武士であった少弐経資と大友頼泰を大将とし、彼らが支配する九州北部の御家人たちを動員し、更に山城国や大和国の悪徒（僧兵）にも協力を要請するものであったが、これも実施されることなく終わり、以後幕府内の政争などもあって中断されたまま終わった。
なお、この出兵の背景には二度の元寇で恩賞が貰えなかった御家人たちに制圧した高麗の土地を与えようとしたとする見方もある。

## 元・高麗連合軍の反応
一方、クビライも日本の反撃を警戒し、高麗の金州等に鎮辺万戸府を設置し日本軍の襲来に備えた。